# الناز نوروزی
الناز نوروزی (زادهٔ ۹ ژوئیهٔ ۱۹۹۲ در تهران) یک مدل، بازیگر و خواننده ایرانی-آلمانی است که عمدتاً در بالیوود فعالیت می‌کند. او برای بازی در نقش زویا میرزا در سریال جنایی هندی بازی‌های مقدس شناخته شده است. او اولین حضور خود در هالیوود را با جرارد باتلر در قندهار (فیلم ۲۰۲۳)، فیلمی از ریک رومن وو انجام داد.

## اوایل زندگی
الناز نوروزی متولد تهران است. خانوادهٔ او مدت کوتاهی پس از تولدش به هانوفر، آلمان نقل مکان کردند نوروزی تابعیت آلمانی دارد. او از چهارده سالگی به عنوان مدل شروع به کار کرد. تا ۱۹ سالگی‌اش او سال‌ها به آسیا و اروپا سفر کرد. پس از فارغ‌التحصیلی از دبیرستان گوته در هانوفر، تصمیم گرفت به هند نقل مکان کند.

## حرفه

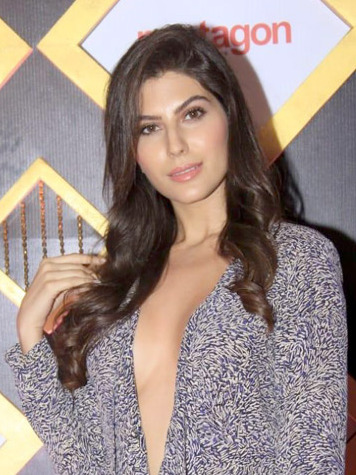
نوروزی در جشنواره فیلم مامی بمبئی ۲۰۲۳

او در هند تبلیغاتی برای برندهایی مانند کانن، سامسونگ، لو کوک اسپورتیف و دیور در کنار دیگر برندها انجام داد. او نخستین بار در صنعت فیلم پاکستان و پنجاب با فیلم‌های «Maan Jao Naa» و «Khido Khundi» آغاز به کار کرد و در نهایت در سری بازی‌های مقدس نتفلیکس ظاهر شد.

## فیلم‌شناسی
| فیلم | فیلم       | فیلم      | فیلم                 |
| سال  | عنوان      | نقش       | یادداشت              |
| ---- | ---------- | --------- | -------------------- |
| ۲۰۱۸ | پس باور کن | رانیا     | فیلم به زبان پنجابی  |
| ۲۰۱۸ | بازی       | ناط گروال | فیلم به زبان پنجابی  |
| ۲۰۲۱ | سلام چارلی | مونا      | فیلم به زبان هندی    |
| ن/م  | قندهار     | ن/م       | فیلم به زبان انگلیسی |

## آثار تلویزیونی
| سال  | عنوان         | نقش        |
| ---- | ------------- | ---------- |
| ۲۰۱۸ | شب سرگرم‌کننده | (مهمان)    |
| ۲۰۱۸ | بازی‌های مقدس  | زویا میرزا |

## موزیک ویدیو
- دیلاگی - رنجیت باوا (۲۰۱۸)
- ساخت هند - گورو راندهاوا (۲۰۱۸)